# 6666 Frö
Vz, jqs13f
(6666) Frö, denumire internațională (6666) Fro, este un asteroid din centura principală de asteroizi.

## Descriere
6666 Frö este un asteroid din centura principală de asteroizi. A fost descoperit pe 19 martie 1993 la Observatorul La Silla în cadrul programului UESAC. Asteroidul prezintă o orbită caracterizată de o semiaxă mare de 2,58 ua, o excentricitate de 0,24 și o înclinație de 3,0° în raport cu ecliptica.